# یواس‌اس استرینجر
یواس‌اس استرینجر (به انگلیسی: USS Stranger) یک کشتی بود که طول آن ۹۲٫۲ فوت (۲۸٫۱ متر) بود.